# Château de Beaulieu (Lausanne)
Pour les articles homonymes, voir Château de Beaulieu.
Le château de Beaulieu est un château vaudois situé sur le territoire de la commune de Lausanne, en Suisse.

## Histoire
La première partie du château est construite entre 1763 et 1766 par l'architecte local Rodolphe de Crousaz pour le pasteur protestant Gabriel-Jean-Henry Mingard. Il ne se compose alors que d'une ferme et d'une seule aile, l'actuelle aile orientale. À la fin des travaux, le propriétaire demande à Gabriel Delagrange de relier les deux parties par un bâtiment central tout en unifiant la façade d'une cinquantaine de mètres de long.
La famille Mingard va habiter le château pendant plusieurs générations tout en louant une partie de celui-ci où plusieurs hôtes fameux séjourneront, parmi lesquels le financier Jacques Necker ou le maréchal français Victor Jean Perrin.
Devenu propriété de la ville de Lausanne, le château est choisi en 1971 pour accueillir la Collection de l'art brut léguée par Jean Dubuffet, nécessitant plusieurs phases de transformations successives.
Le château de Beaulieu, de même que la Collection de l'art brut, est inscrit comme bien culturel suisse d'importance nationale.